# Sopa de ceba
|  | No s'ha de confondre amb Sop (menjar). |

La sopa de ceba  és un brou en el qual el principal ingredient és la ceba (encara que normalment porta una base de pa). És una sopa molt coneguda. Avui en dia és una de les sopes més populars, fins i tot es pot trobar en forma de sopa instantània a gairebé qualsevol supermercat d'occident.

## Consum
Per a la preparació del plat es tallen unes quantes cebes en forma de brunoise o juliana i posteriorment es fregeixen en mantega (component de la versió denominada "francesa") o qualsevol altre oli vegetal. Tot això es bull posteriorment en aigua i farina (és un tipus de Roux). Se sol servir calenta en una espècie de tassa amb la ceba surant sobre uns trossos de pa blanc.
Detall addicional de la versió denominada "francesa" (la de Les Halles)
S'elabora amb uns trossos de formatge que suren amb la ceba sobre els esmentats trossos de pa i posteriorment es gratina creant una daurada i cruixent crosta a la superfície. Aquesta sopa se serveix com a entrant en molts restaurants europeus.

## Història
Apareix per primera vegada aquesta "versió francesa" de la sopa de ceba amb el nom de "Soupe d'oignons aux Halles" al segle xviii a les Halles de París (antic mercat d'abasts), era considerada antigament (Revolució francesa) com un plat humil elaborat amb ingredients 'simples', de vegades identificat amb les èpoques d'abstinència.